# An toàn hạt nhân

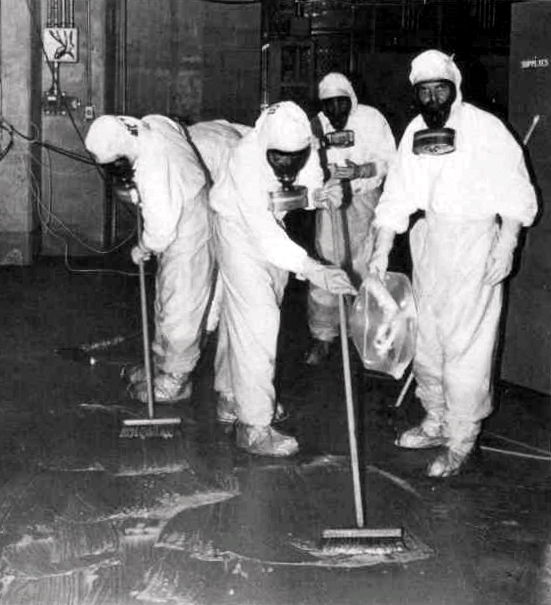
Một nhóm dọn dẹp làm việc để loại bỏ ô nhiễm phóng xạ sau sự cố đảo Three Mile.

An toàn hạt nhân được Cơ quan Năng lượng Nguyên tử Quốc tế (IAEA) định nghĩa là "Việc đạt được các điều kiện hoạt động thích hợp, ngăn ngừa tai nạn hoặc giảm nhẹ hậu quả tai nạn, dẫn đến việc bảo vệ người lao động, công chúng và môi trường khỏi các nguy cơ bức xạ quá mức". IAEA định nghĩa an ninh hạt nhân là "Việc ngăn chặn, phát hiện và ứng phó với hành vi trộm cắp, phá hoại, truy cập trái phép, chuyển giao bất hợp pháp hoặc các hành vi độc hại khác liên quan đến vật liệu hạt nhân, các chất phóng xạ khác hoặc các cơ sở liên quan của chúng".
Điều này bao gồm các nhà máy điện hạt nhân và tất cả các cơ sở hạt nhân khác, việc vận chuyển vật liệu hạt nhân, sử dụng và lưu trữ vật liệu hạt nhân cho y tế, năng lượng, công nghiệp và quân sự.
Ngành công nghiệp điện hạt nhân đã cải thiện tính an toàn và hiệu suất của các lò phản ứng, đồng thời đề xuất các thiết kế lò phản ứng mới và an toàn hơn. Tuy nhiên, một sự an toàn hoàn hảo không thể được đảm bảo. Các nguồn tiềm ẩn của các vấn đề bao gồm lỗi của con người và các sự kiện bên ngoài có tác động lớn hơn dự đoán: Các nhà thiết kế lò phản ứng tại Fukushima, Nhật Bản đã không lường trước được rằng sóng thần do động đất tạo ra sẽ vô hiệu hóa các hệ thống dự phòng được cho là sẽ ổn định lò phản ứng sau khi động đất. Các kịch bản thảm khốc liên quan đến các cuộc tấn công khủng bố, phá hoại nội gián và tấn công mạng cũng có thể xuất hiện.
An toàn vũ khí hạt nhân, cũng như an toàn nghiên cứu quân sự liên quan đến vật liệu hạt nhân, thường được xử lý bởi các cơ quan khác với các cơ quan giám sát an toàn dân sự, vì nhiều lý do, bao gồm cả bí mật. Hiện đang có những lo ngại về việc các nhóm khủng bố đang có được vật liệu chế tạo bom hạt nhân.